# Jiří Dejl
Jiří Dejl es un deportista checoslovaco que compitió en piragüismo en la modalidad de eslalon. Ganó dos medallas de plata en el Campeonato Mundial de Piragüismo en Eslalon, en los años 1965 y 1969.

## Palmarés internacional
| Campeonato Mundial | Campeonato Mundial            | Campeonato Mundial | Campeonato Mundial |
| Año                | Lugar                         | Medalla            | Competición        |
| ------------------ | ----------------------------- | ------------------ | ------------------ |
| 1965               | Spittal (Austria)             | Medalla de plata   | C2 individual      |
| 1969               | Bourg-Saint-Maurice (Francia) | Medalla de plata   | C2 por equipos     |